# Dillenia madagascariensis
Dillenia madagascariensis är en tvåhjärtbladig växtart som beskrevs av Ugolino Martelli. Dillenia madagascariensis ingår i släktet Dillenia och familjen Dilleniaceae. Inga underarter finns listade i Catalogue of Life.